# 가평 현등사 독성도
가평 현등사 독성도(加平 懸燈寺 獨聖圖)는 대한민국 경기도 가평군 현등사에 있는 조선시대의 불화이다. 2003년 9월 8일 경기도의 문화재자료 제126호로 지정되었다.

## 개요
화기를 통하여 제작시기(1875년)와 관련 인물을 알 수 있는 중요한 작품으로 19세기 후반에 제작된 불화로서는 세부필치와 색채 사용이 매우 잘된 작품이고, 보존상태도 양호하여 비록 시대는 늦지만 도내 19세기 후반 독성도 연구에 기준작으로 볼 수 있는 중한 자료이다.

## 참고 자료
- 가평현등사독성도 - 국가유산청 국가유산포털